# Rytigynia acuminatissima
Rytigynia acuminatissima là một loài thực vật có hoa trong họ Thiến thảo. Loài này được (K.Schum.) Robyns miêu tả khoa học đầu tiên năm 1928.